# BPL (complexidade)
Na teoria da complexidade computacional, BPL (Bounded-error Probabilistic Logarithmic-space, i.e. Espaço Logarítmico Probabilístico de Erro Limitado), às vezes chamada de BPLP (Espaço Logarítmico Probabilístico de Erro Limitado e Tempo Polinomial), é a classe de complexidade dos problemas solúveis em espaço logarítmico e tempo polinomial com máquinas de Turing probabilísticas com erro bilateral. É assim denominado, em analogia com o BPP, que é semelhante, mas não tem restrição de espaço logarítmico.
As máquinas de Turing probabilísticas na definição de BPL podem apenas aceitar ou rejeitar incorretamente menos de 1/3 das vezes; isto é chamado de erro bilateral. A constante de 1/3 é arbitrária; qualquer x , com 0 ≤ x < 1/2 seria suficiente. Este erro pode ser reduzido em 2−p(x) vezes para qualquer polinômio p(x) sem utilizar mais  do que um tempo polinomial ou espaço logarítmico ao se executar o algoritmo várias vezes.
Já que erro bilateral é mais geral que o erro unilateral, RL e seu complemento co-RL estão contidos em BPL, BPL também está em PL, o que é similar, exceto que o limite do erro é 1/2 ao invés de uma constante a menos que 1/2; assim como a classe PP, a classe PL é menos prática pois pode precisar de uma grande quantidade de iterações para reduzir a probabilidade de erro a uma pequena constante.
Nisan (1994) mostrou o resultado fraco da desrandomização de que BPL está contida em SC. SC é a classe de problemas solúveis em tempo polinomial e espaço logarítmico numa máquina de Turing determinística; em outras palavras, este resultado mostra que dado um espaço polilogaritmico, uma máquina determinística consegue simular algoritmos probabilísticos de espaço logarítmico.
BPL está contida em NC e em DSPACE(log3/2 n)  e em L/poly.

## References
1. ↑  Complexity Zoo: BPL
2. ↑  Borodin, A.; Cook, S. A.; Dymond, P. W.; Ruzzo, W. L.; Tompa, M. (1989), «Two applications of inductive counting for complementation problems», SIAM Journal on Computing, 18 (3): 559–578, doi:10.1137/0218038
3. ↑  Nisan, N. (1994), «RL ⊆ SC», Computational Complexity, 4 (1): 1–11, doi:10.1007/BF01205052, An earlier version of this paper appeared at the 1992 Symposium on Theory of Computing
4. ↑  Complexity theory lecture notes